# グンナール・アスプルンド

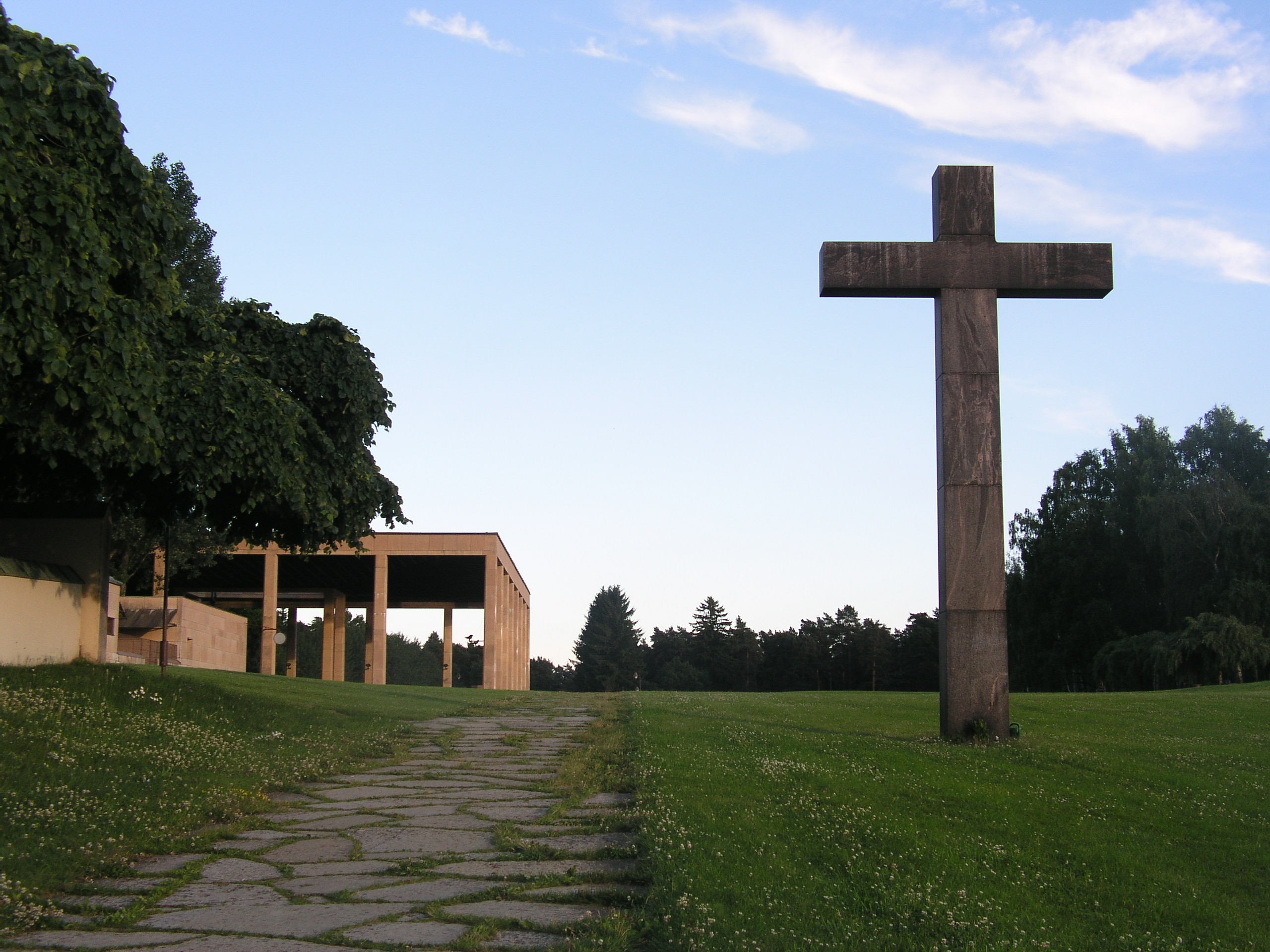
森の火葬場・森の墓地 1935-40

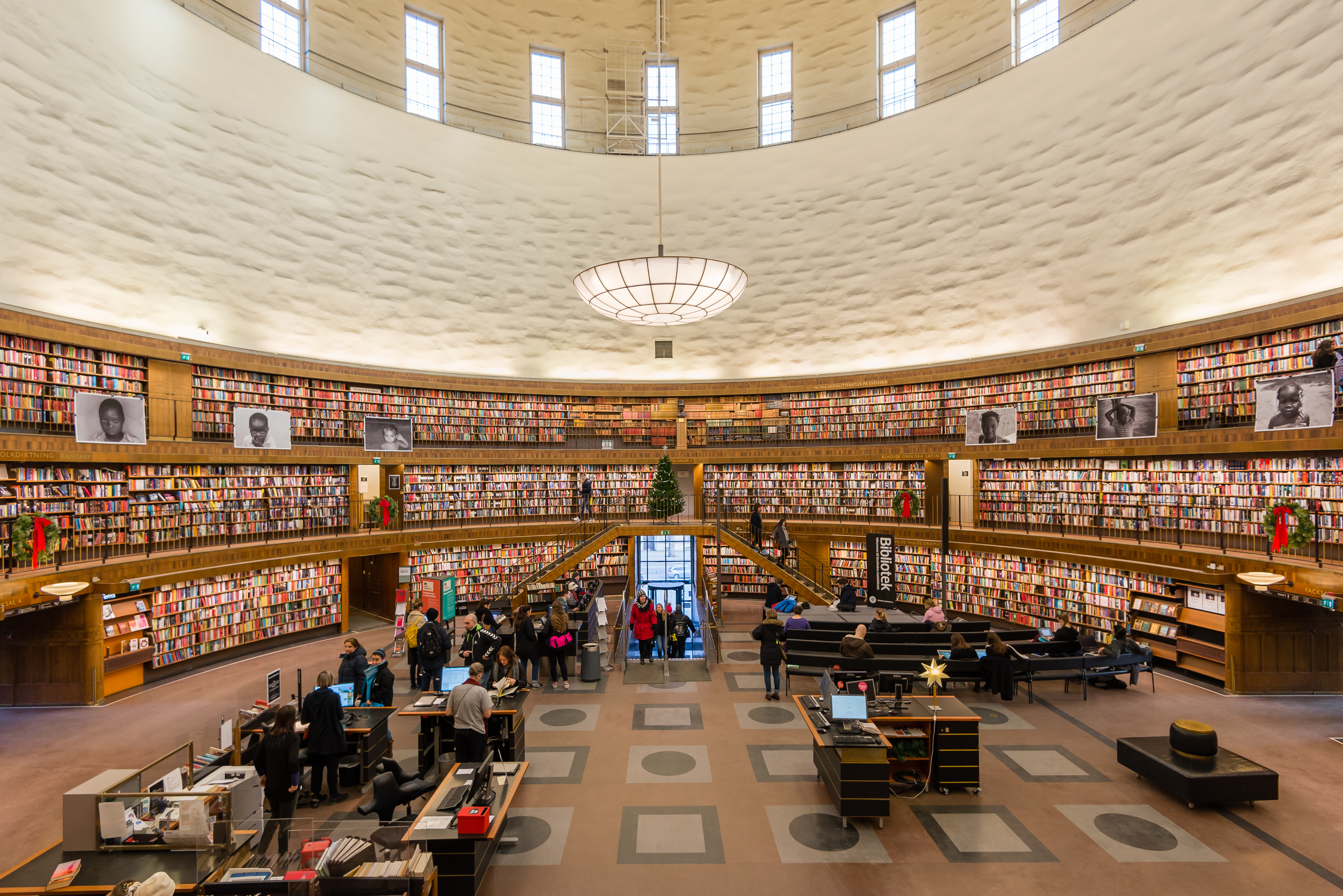
ストックホルム市立図書館 1928

エーリック・グンナール・アスプルンド（Erik Gunnar Asplund 1885年9月22日 - 1940年10月20日）は、スウェーデンの建築家。アルヴァ・アールト、アーネ・ヤコブセンら北欧の20世紀の建築家たちに多大な影響を与え、北欧近代建築の礎を築いた。アスプルンドは建築家にとっては最盛期ともいえる55歳で世を去り、作品はほぼスウェーデン国内に限られる。作品数自体も決して多くないが、卓越した設計スキル、時流を超越したデザイン、人間の心理や物事の本質を見据えたコンセプトなどを特徴とする。

## 人物・来歴
アスプルンドは、1885年スウェーデン・ストックホルムに生まれた。父は税務署の役人であった。少年時代に画家を志したアスプルンドは、父と絵の教師の反対によりその夢を断念し、ストックホルムにある王立工科大学で建築を学んだ。
工科大学では、初期の近代建築運動や当時の北欧諸国で盛んであったナショナル・ロマンティシズムという建築思潮に接したといわれている。工科大学卒業後、王立芸術大学に進学するが、そのボザール流の保守的な教育に反発して中退。仲間とともに私設学校「クララ・スクール」を設立した。この私設学校ではラグナル・エストベリ、カール・ヴェストマンら、当時の北欧の一流建築家たちを招き指導を受けた。
1913年 - 1914年にイタリアへ見学旅行。帰国後、友人のシーグルド・レヴェレンツと共同で応募した1915年の「ストックホルム南墓地国際コンペ」で1等を獲得し、メジャーデビューを飾った。のちに「森の墓地」と呼ばれるこの作品に、アスプルンドは生涯をかけて取り組み、彼の代表作となった。
その後、北欧諸国で北欧新古典主義が主流となる1910年代後半から1920年代にかけて影響力を増し、1920年の「森の礼拝堂」や1923年の「スカンディア・シネマ」、1928年の「ストックホルム市立図書館」など、前半生の代表作をつくった。
1930年開催の「ストックホルム博覧会」では主任建築家に任命され、鉄とガラスを大胆に用いたその近代建築によるパビリオン群が契機となって、北欧諸国が一気に近代建築の時代を迎えたとされる。1931年には、母校である王立工科大学建築学科の教授に就任した。1930年代には、「イェーテボリ裁判所増築」や「夏の家」などの代表作を次々とものした。
1940年に竣工した「森の火葬場」は、「森の墓地」における一連の施設における最後の作品で、アスプルンドにとっても人生で最後の作品となった。コンペ以来、「森の墓地」の仕事ではずっとレヴェレンツとパートナーを組んでいたが、「森の火葬場」を設計する最終段階で施主からアスプルンドだけが指名され、それ以降は事実上彼が一人で設計した作品といわれる。その後、「森の墓地」全体が1994年にユネスコの世界遺産に登録された。これは20世紀以降の建築としては、世界遺産への登録第1号である。
アスプルンドは日本はおろか、ヨーロッパにおいてもその存在が忘れられつつあったが、近年は日本でも展覧会が開催されるなど、再評価が進んでいる。

## 代表作
| 名称                         |                                               | 竣工年  | 所在地           | 国           |
| ---------------------------- | --------------------------------------------- | ------- | ---------------- | ------------ |
| カールスハムンの中学校       | Väggaskolan i Karlshamn                       | 1912-18 | カールスハムン   | スウェーデン |
| スネルマン邸                 | Villa Snellman                                | 1917-18 | ストックホルム   | スウェーデン |
| 森の礼拝堂・森の墓地         | Skogskapellet, Skogskyrkogården               | 1918-20 | ストックホルム   | スウェーデン |
| リステール州裁判所           | Listers härads tingshus                       | 1917-21 | セルヴェスボリ   | スウェーデン |
| スカンディア・シネマ         | Biograf Skandia                               | 1921-23 | ストックホルム   | スウェーデン |
| カール・ヨーハン学校         | Karl-Johanskolan                              | 1915-24 | イェーテボリ     | スウェーデン |
| ストックホルム市立図書館     | Stockholms stadsbibliotek                     | 1921-28 | ストックホルム   | スウェーデン |
| ストックホルム博覧会         | Stockholmsutställningen 1930                  | 1930    | ストックホルム   | スウェーデン |
| ブレーデンベリ・デパート     | Bredenbergs varuhus                           | 1933-35 | ストックホルム   | スウェーデン |
| オクセレースンド墓地の礼拝堂 | Begravningsplats i Oxelösund                  | 1935-37 | オクセレースンド | スウェーデン |
| 国立バクテリア研究所         | Statens bakteriologiska laboratorium          | 1933-37 | ストックホルム   | スウェーデン |
| 夏の家                       | Gunnar Asplunds sommarhus                     | 1936-37 | ステンネース     | スウェーデン |
| イェーテボリ裁判所増築       | Göteborgs tingsrätt, Asplundska tillbyggnaden | 1934-37 | イェーテボリ     | スウェーデン |
| 森の火葬場・森の墓地         | Skogskrematoriet, Skogskyrkogården            | 1935-40 | ストックホルム   | スウェーデン |
| シェヴデ火葬場               | Skövde krematorium                            | 1937-40 | シェヴデ         | スウェーデン |

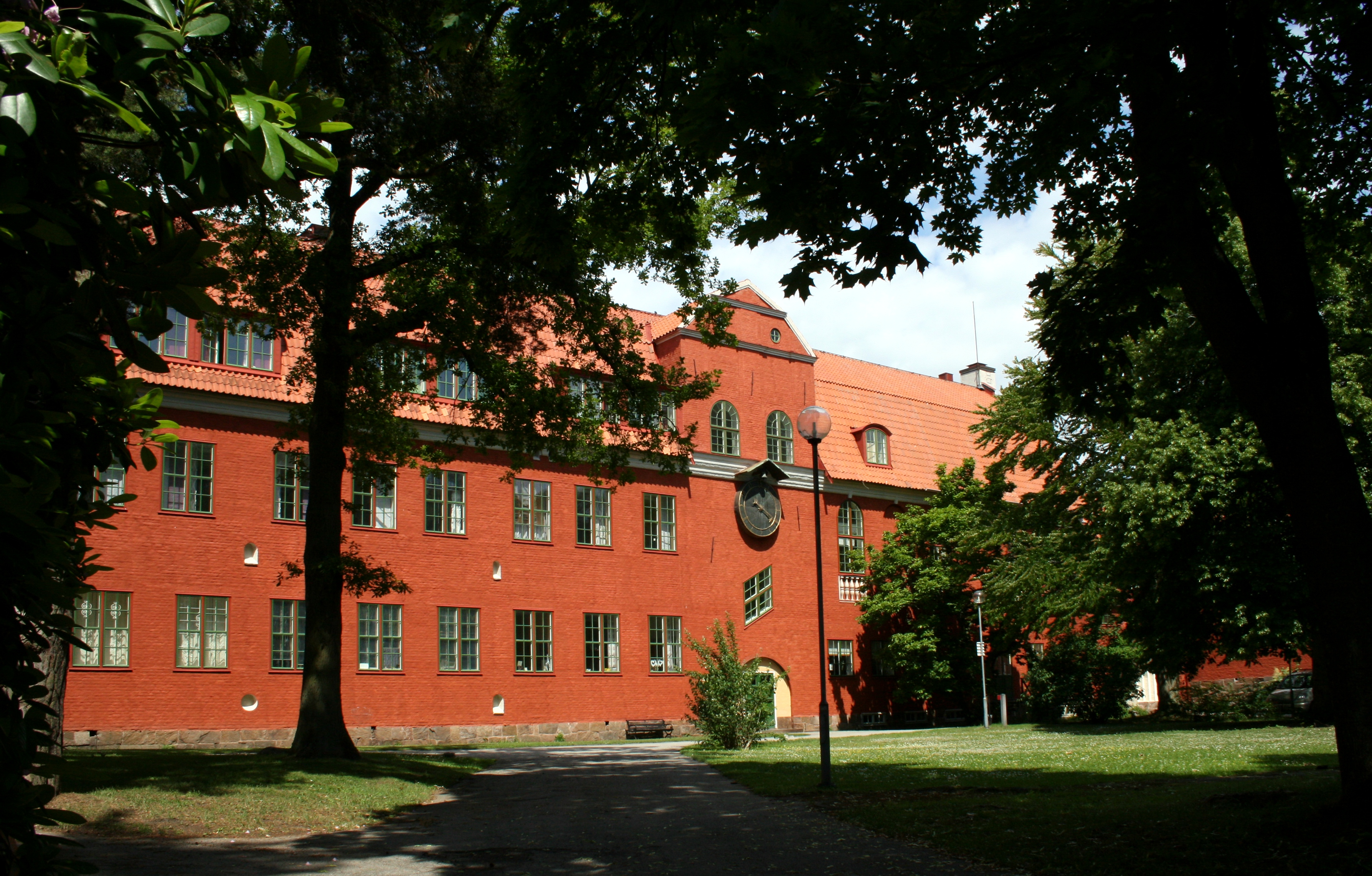
カールスハムンの中学校
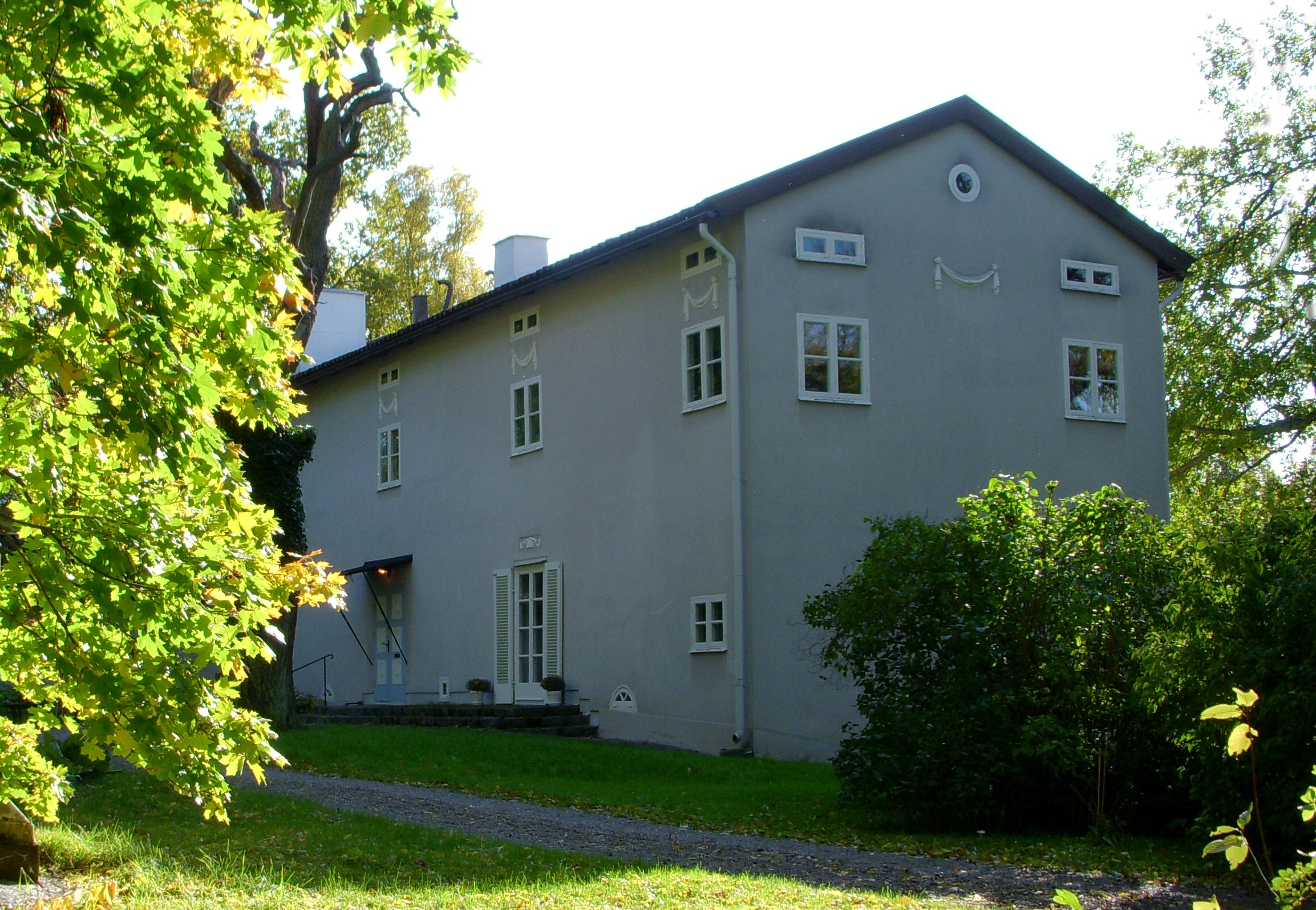
スネルマン邸
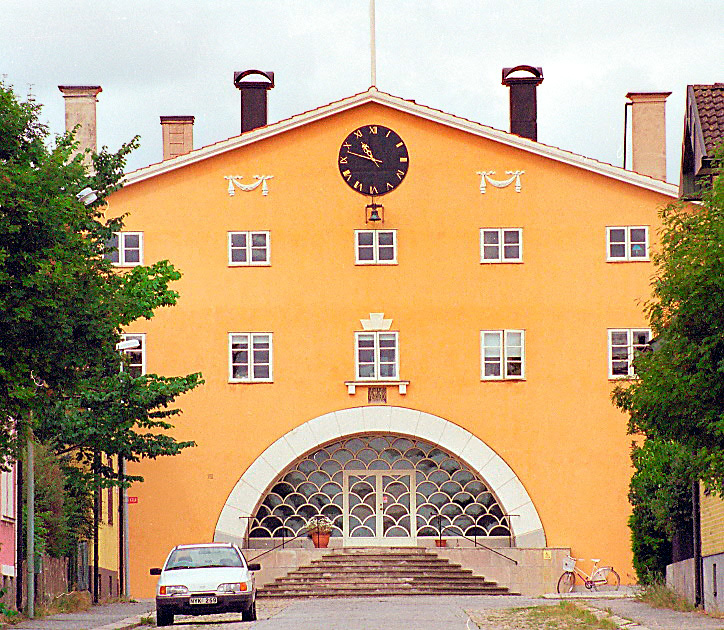
リステール州裁判所
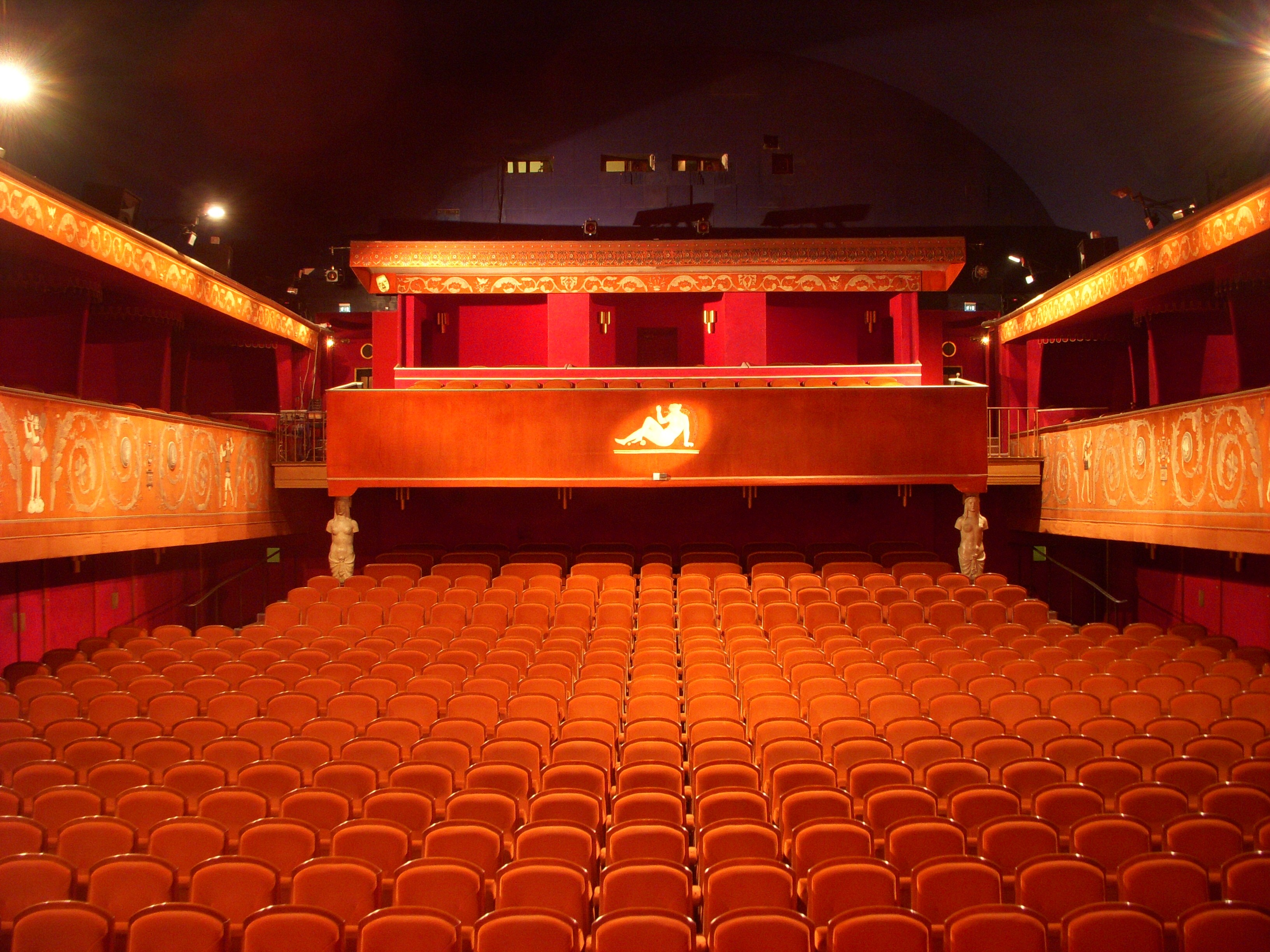
スカンディア・シネマ
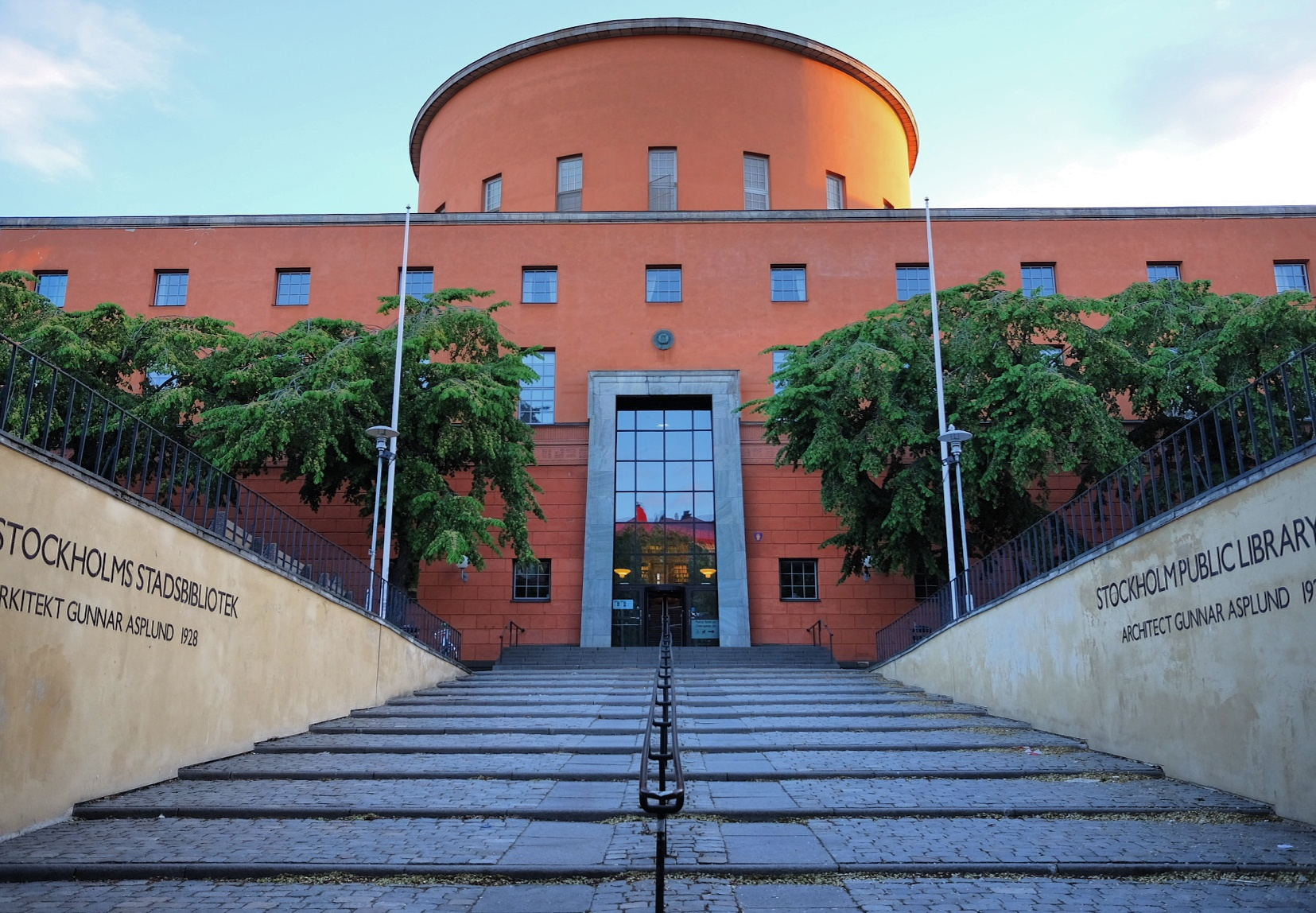
ストックホルム市立図書館
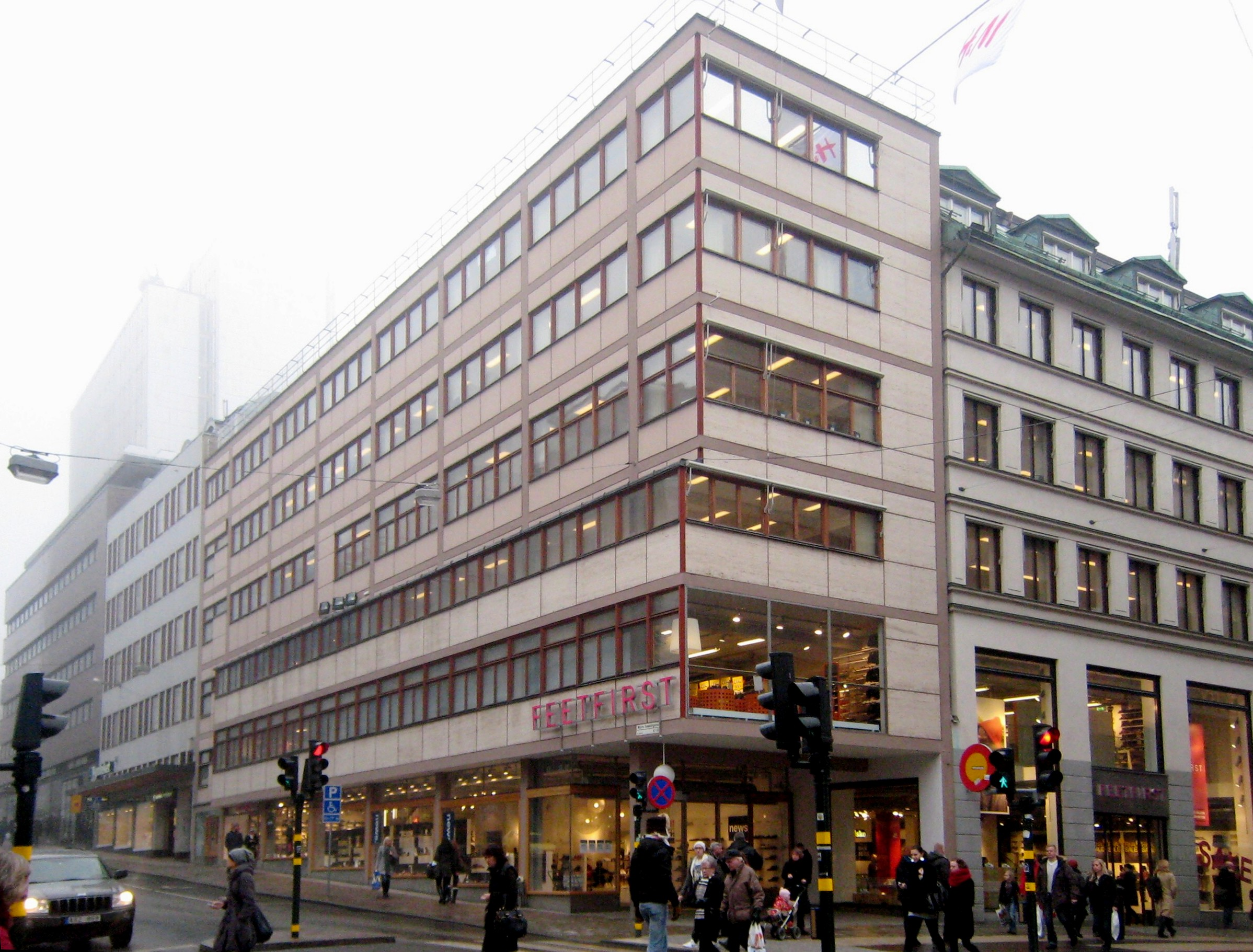
ブレーデンベリ・デパート
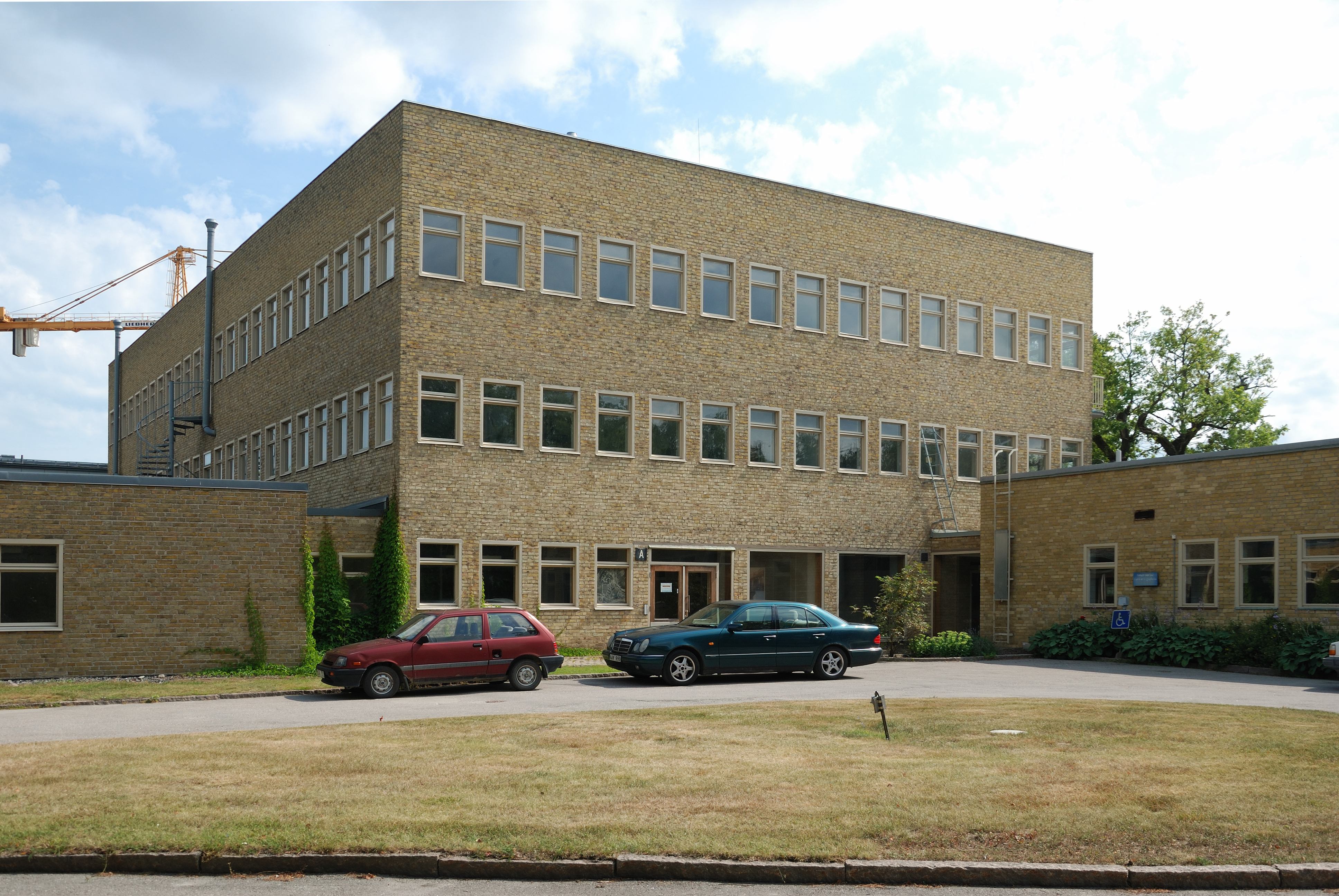
国立バクテリア研究所
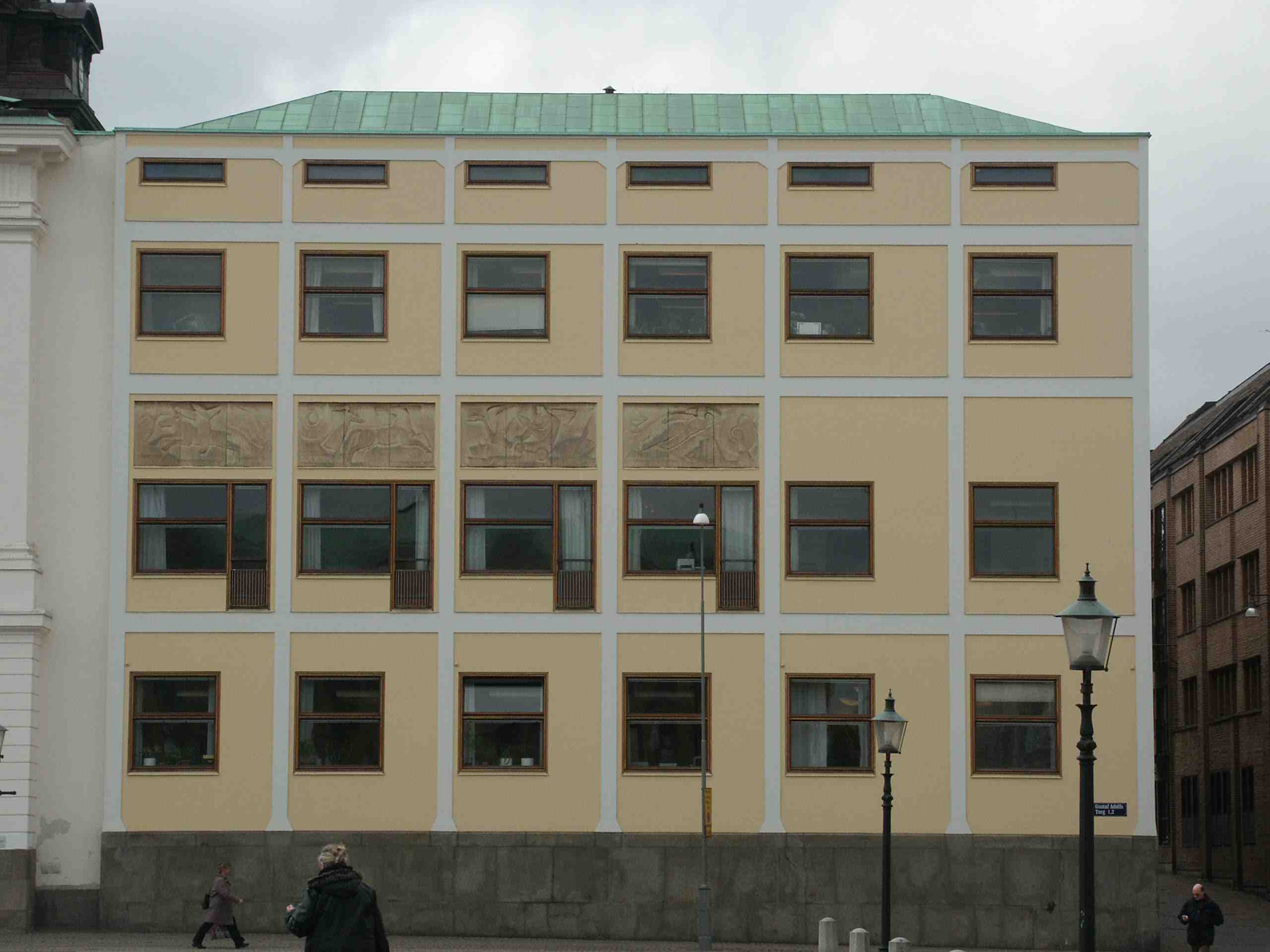
イェーテボリ裁判所増築
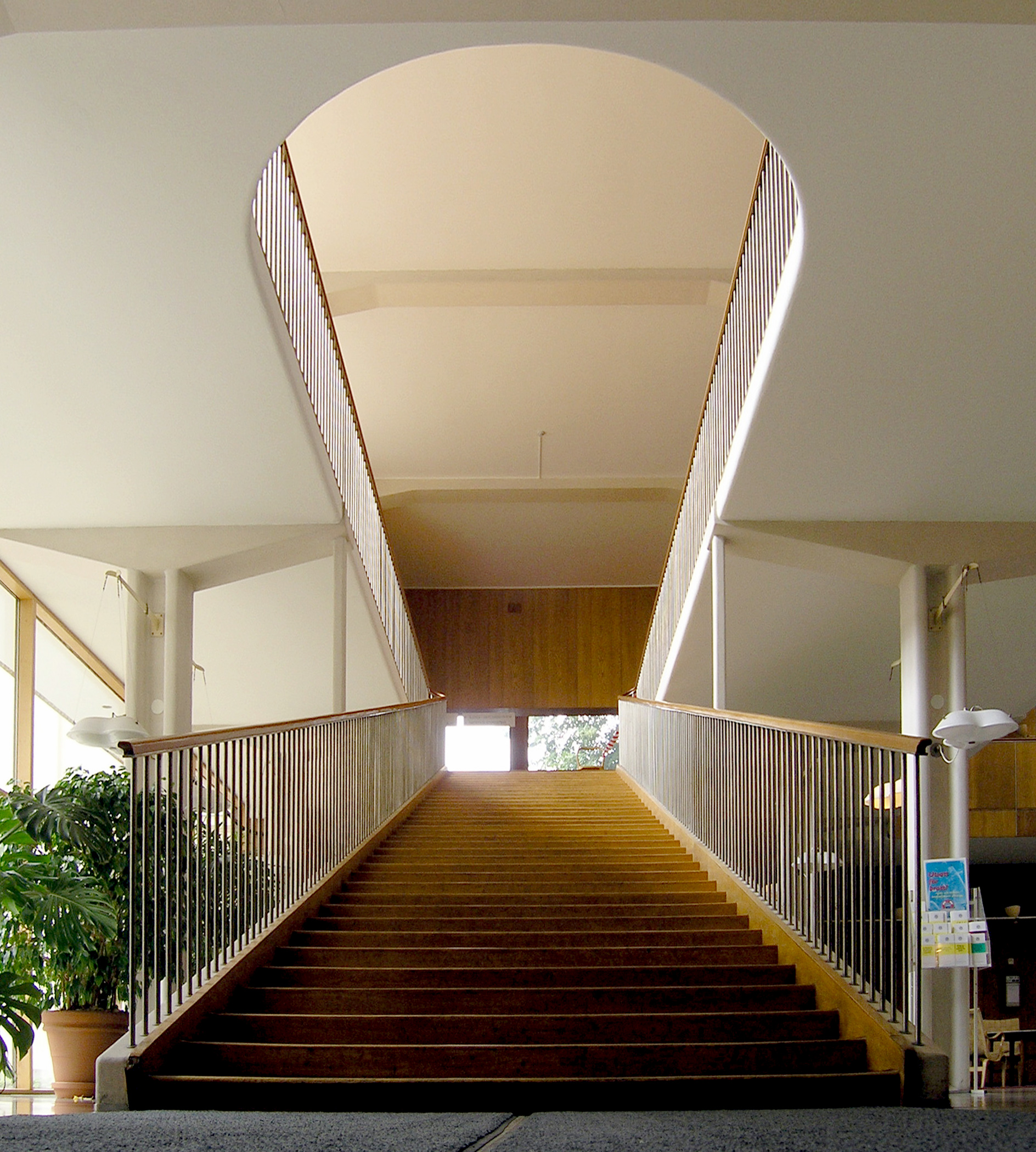
イェーテボリ裁判所増築
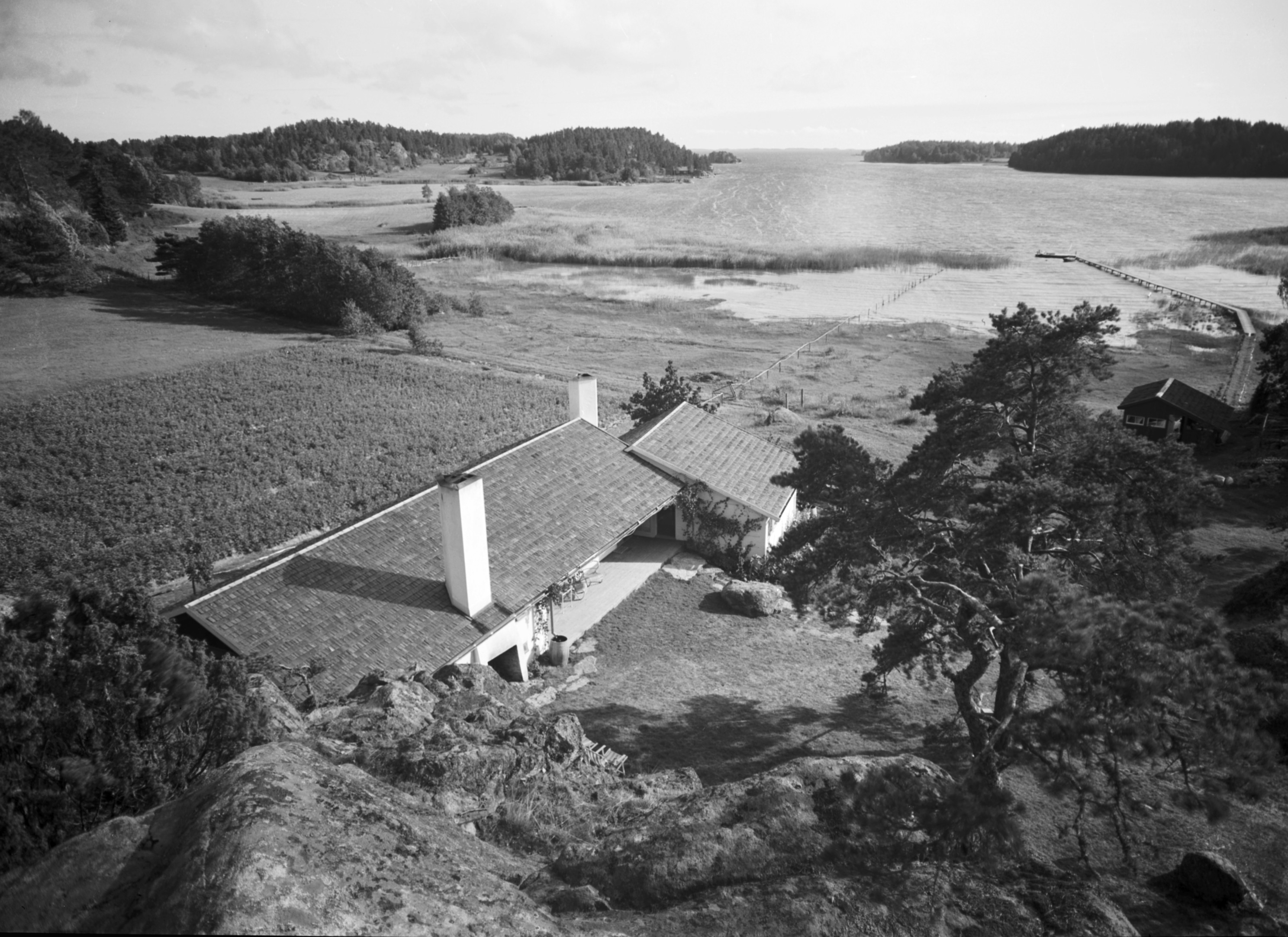
夏の家
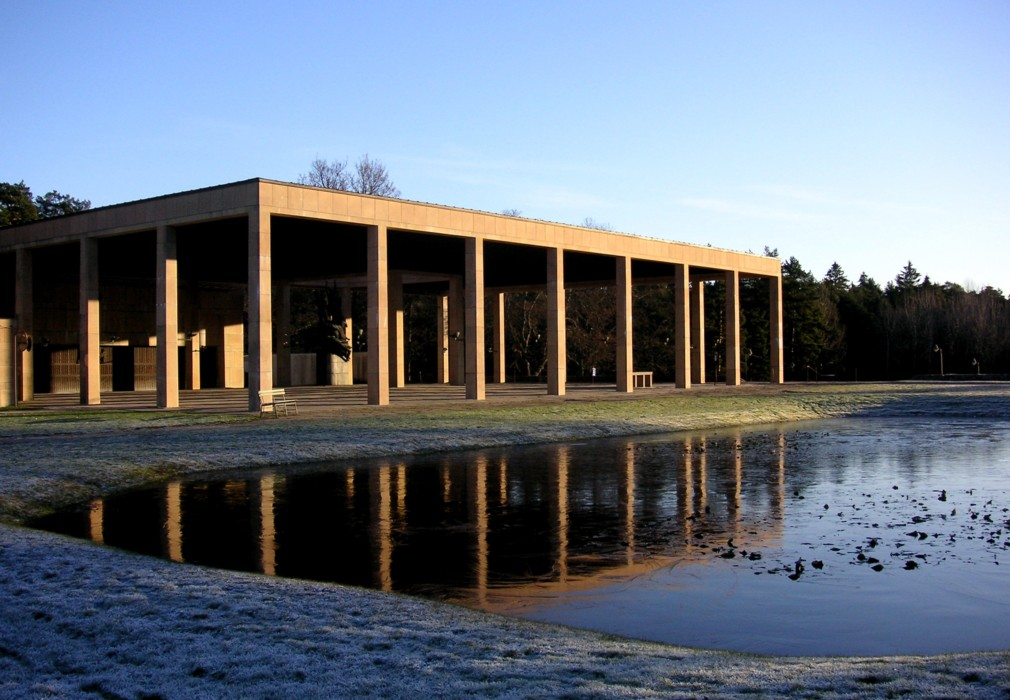
森の火葬場・森の墓地

## 参考図書
- 『アスプルンドの建築 北欧近代建築の黎明』スチュアート・レーデ著、樋口清・武藤章訳、鹿島出版会、1982年
- 『アスプルンドの建築 1885-1940』川島洋一(文) 吉村行雄(写真)、TOTO出版、2005年、ISBN 4887062575